# Thrakische Bulgaren

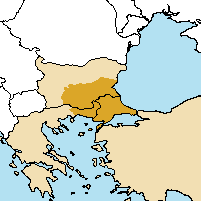
Thrakien – Lage auf einer heutigen Karte der Region. Westthrakien – heute Nordostgriechenland, Ostthrakien – heute europäischer Teil der Türkei, Nordthrakien – heute Südbulgarien (Rhodopen-Gebirge u. Oberthrakische Tiefebene)

Als thrakische Bulgaren oder bulgarische Thraker (bulgarisch тракийски българи, oft auch nur Тракийци/Trakijzi, türkisch Trakya Bulgarları) werden in Bulgarien im engeren Sinne die bulgarischen Flüchtlinge aus den Gebieten Thrakiens (→ Vilâyet Edirne) im heutigen Nordosten von Griechenland und Nordwesten der Türkei nach dem Ilinden-Preobraschenie-Aufstand (1903), nach den Verträgen von Sèvres und Neuilly-sur-Seine (1919), Lausanne (1922) sowie nach den Balkankriegen (1912–1913) und den Weltkriegen bezeichnet. Laut Angaben thrakischer Vertriebenenverbände wurden allein im bulgarischen Schwarzmeerbezirk von Burgas bis 1931 mehr als 60.000 ethnische Bulgaren, vorwiegend aus Ostthrakien, als Flüchtlinge aufgenommen. Zusammen mit den bulgarischen Flüchtlingen aus Makedonien (→Makedonische Bulgaren) stellen sie ein Viertel bis ein Drittel der heutigen bulgarischen Bevölkerung in Bulgarien.
Im weiteren Sinne bezeichnen sich in Bulgarien auch die Bewohner des heutigen bulgarischen Teils der Landschaft Thrakien als bulgarische Thraker.

## Geschichte

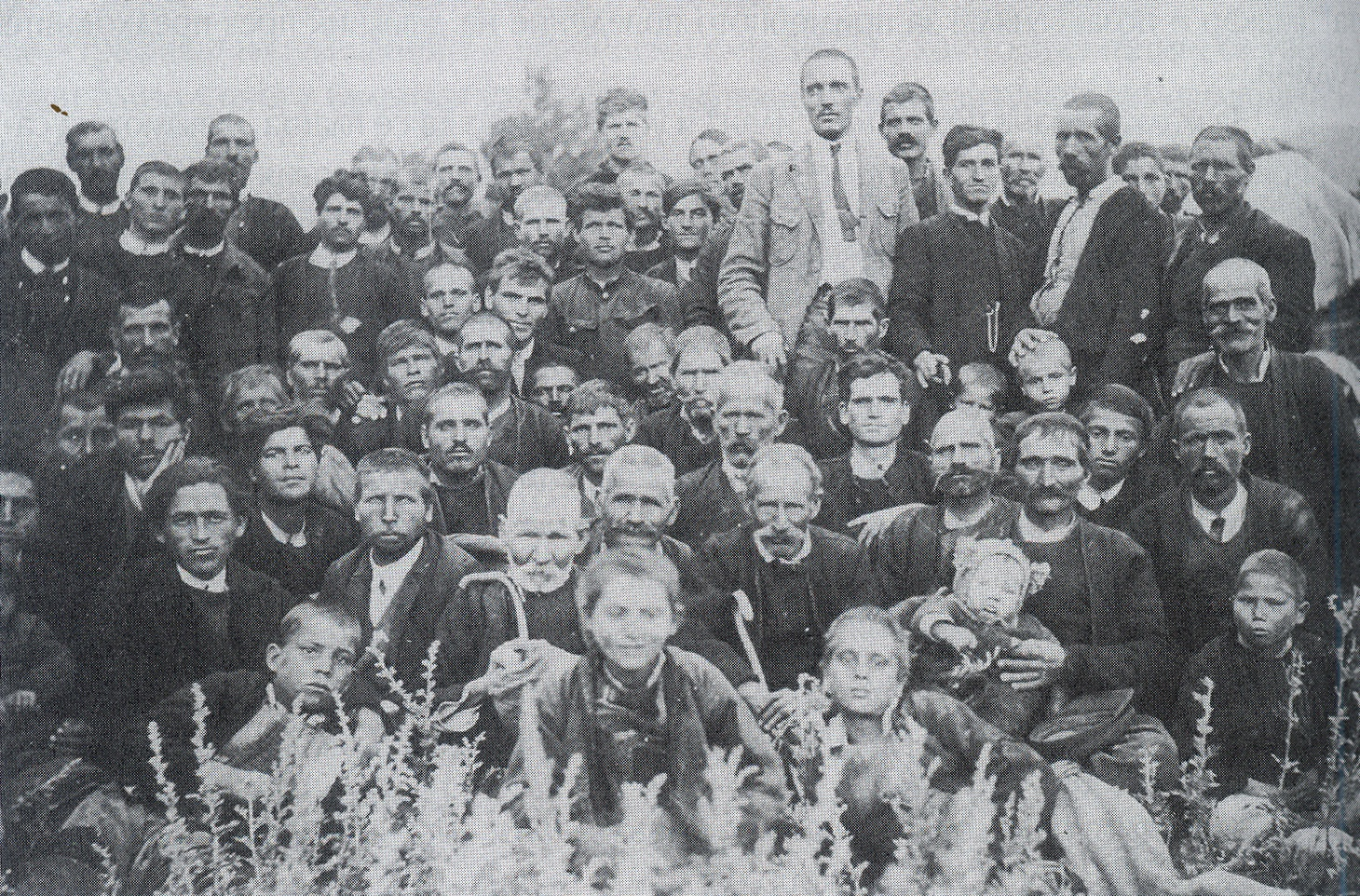
Thrakische Bulgaren aus Demir Hisar, bei Didymoticho (1913)

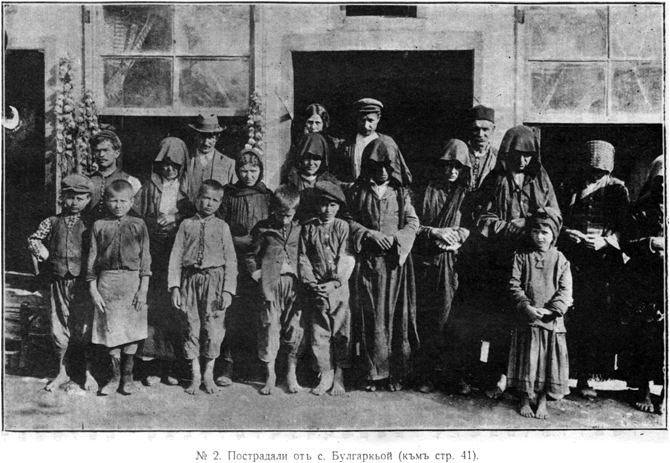
Thrakische Bulgaren aus Bulgarköy (1925)

Im Zuge des „Russisch-Türkischen Befreiungskrieges“ von 1877 bis 1878 und des anschließenden Friedens von San Stefano, endete formal die osmanisch-türkische Herrschaft über Thrakien. Die ersten thrakischen Bulgaren flohen aus Ost- und Westthrakien vor den anrückenden Türken, als nach dem Berliner Kongress (1878) bekannt wurde, dass die Region weiter im Osmanischen Reich verbleibt.
In Bulgarien angekommen, organisierten sich die Flüchtlinge auf Initiative Petko Wojwodas und der Brüder Dragulewi und gründeten am 12. Mai 1896 in Warna den „Edirne Vertriebenenverband – Strandscha“ (bulgarisch „Одринско преселенско дружество – Странджа“/ Odrinsko preselensko drujestwo – Strandscha). Edirne war die größte Stadt des Gebietes und Zentrum eines Vilayets, aus dem sie vertrieben wurden. Vorsitzender wurde Mladen Scheljaskow. Als Vorbild diente der makedonische Verein „Pirin Planina“, der ein Jahr zuvor von vertriebenen Bulgaren aus Makedonien in Burgas gegründet worden war.
Zur regelrechten Massenflucht und ersten Flüchtlingswelle kam es jedoch erst 1903 nach der blutigen Niederschlagung des Ilinden-Probraschenie-Aufstandes, als die türkische Regierung den rund 26.000 Aufständischen eine Armee von 350.000 Soldaten sowie eine große Zahl von türkischen Freischärlern (Başı Bozuk) entgegenschickte. Unter den Todesopfern waren auch 5000 – 15.000 Zivilisten. 200 Dörfer wurden dem Erdboden gleichgemacht, 12.000 Häuser verbrannt, 70.000 Menschen wurden obdachlos, Zehntausende flohen in die benachbarten Länder, u. a. 30.000 nach Bulgarien.
Zur zweiten und größten Flüchtlingswelle kam es 1913 im Zuge des Zweiten Balkankriegs. Die bulgarische Armee war aus Ostthrakien (Südostbulgarien, nördlich der Linie Midia-Enoz) und Westthrakien abgezogen und kämpfte an der Westfront gegen Griechen und Serben. Der Wiederherstellung der türkischen Kontrolle über Ostthrakien durch die türkische Armee mit Unterstützung der Teşkilât-ı Mahsusa – einer osmanischen Spezialorganisation, folgte die Vertreibung der gesamten verbliebenen bulgarischen Bevölkerung (Vertriebenen-Verbände sprechen von ca. 400.000 Bulgaren) dieses Gebietes. Ähnliche Aktionen verübten die Türken einige Jahre später an der armenischen Bevölkerung (siehe: Völkermord an den Armeniern).
In Westthrakien verbündete sich die islamische Bevölkerung (Pomaken und Türken) mit der griechischen und jüdischen gegen die bulgarische zu der kurzlebigen provisorischen Regierung Westthrakien (ausgerufen Ende August 1913). Dabei wurden sie von Griechenland mit Waffen, und von der Teşkilât-ı Mahsusa mit Offizieren und Freischärlern (Başı Bozuk) unterstützt. Die Provisorische Regierung hatte ihren Sitz in Gjumjurdschina (heute Komotini) und verfolgte als Ziel die Schaffung eines einheitlichen, islamischen und gesamttürkischen Staats und die Vertreibung der bulgarischen Bevölkerung Thrakiens.

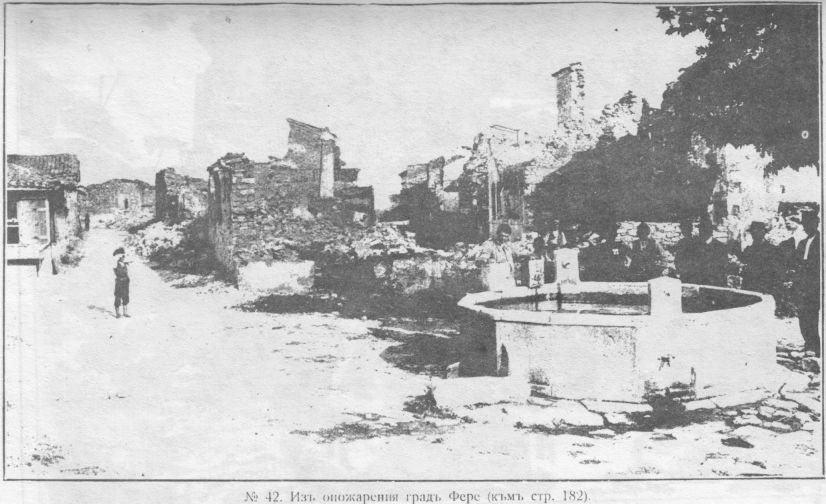
Ruinen von Feres nach der Schlacht 1913

Gleichzeitig griff die griechische Marine die Küstenstädte an der Ägäis an und nahm sie in der Folge ein. Wenig später trat Griechenland jedoch die Region um die Städte Feres und Dedeagatsch, die mittlerweile mit bulgarischen Flüchtlingen aus Westthrakien und Kleinasien überfüllt waren, der provisorischen Regierung Westthrakien ab, mit dem Ziel, die zur selben Zeit in Konstantinopel laufenden Verhandlungen zwischen dem Osmanischen Reich und Bulgarien dahingehend zu beeinflussen, dass es zu keinem Frieden zwischen beiden Ländern kommt. Die bulgarischen Flüchtlinge wurden in den folgenden Tagen und Wochen von türkischen Freischärlern, unterstützt von Verbänden der Teşkilât-ı Mahsusa, Richtung Bulgarien vertrieben, wobei viele Bulgaren zu Tode kamen. In der Schlacht um Feres, in der die Stadt komplett zerstört worden war, versuchten einige Dutzend bulgarische Komitadschi, unter der Führung von Dimitar Madscharow, die Flüchtlingskonvois gegen die türkische Übermacht und griechischen Andarten zu verteidigen.

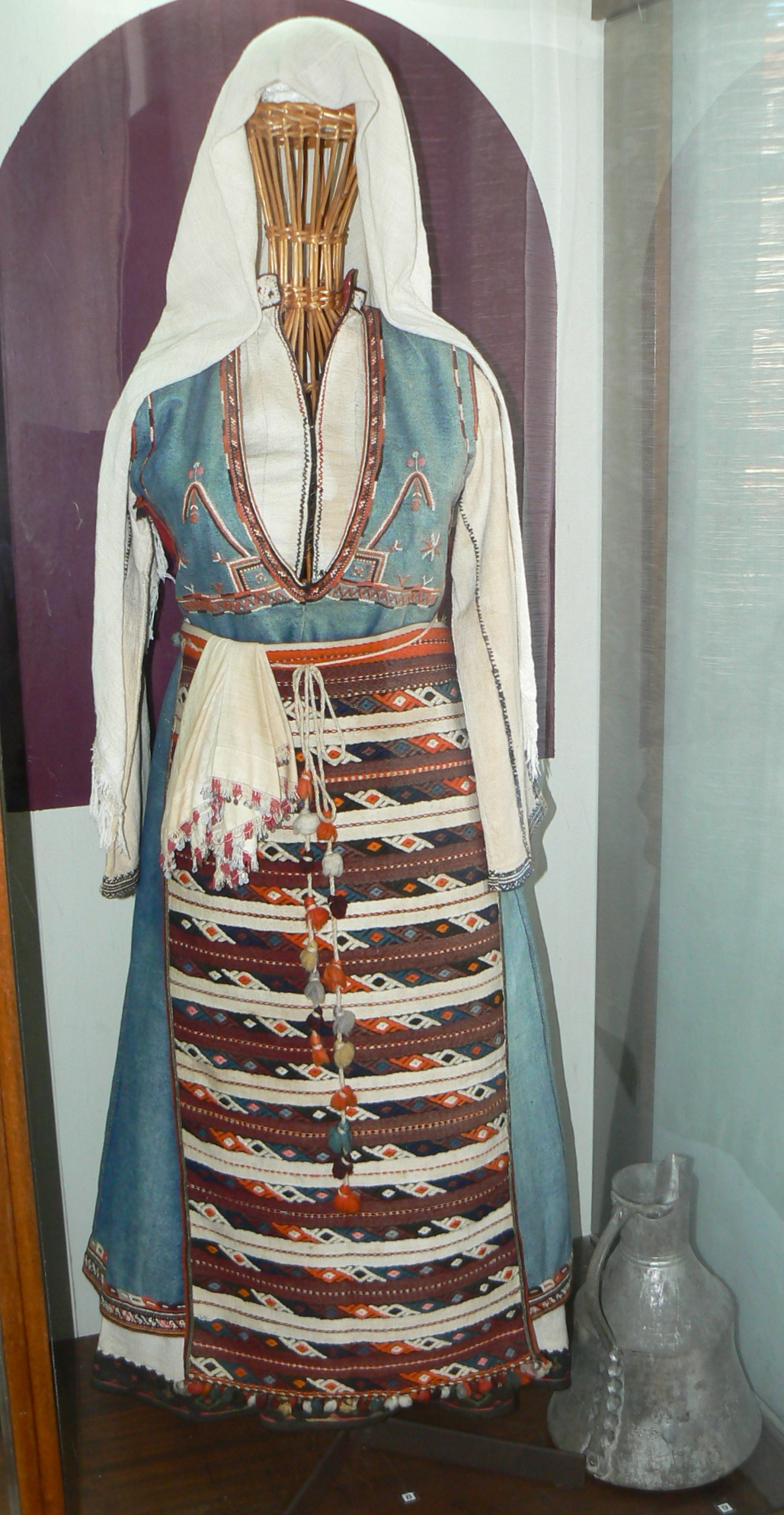
Typische Frauentracht der thrakischen Bulgaren

Als nach dem Krieg die bulgarisch-orthodoxe Kirche ihre Mitglieder im europäischen Teil der Türkei aufzählte, kam sie auf ca. 3000 Gläubige im Vergleich zu ca. 400.000 vor Kriegsausbruch. Deshalb spricht man in Bulgarien bis heute von der Tragödie Thrakiens. Der Friedens- und Freundschaftsvertrag von Angora (bulg. Ангорски договор/Angorski dogowor, von Angora, der alte Name Ankaras), der am 18. Oktober 1925 zwischen dem Königreich Bulgarien und der Türkei unterzeichnet wurde und später von beiden Seiten ratifiziert wurde, regelte eine Entschädigung für den Verlust des Grundbesitzes der bulgarischen Bevölkerung, die im Zuge der Balkankriege von 1912 bis 1913 aus Ostthrakien und Kleinasien vertrieben worden waren. Die Umsetzung des Vertrages durch die Türkei in diesem Punkt steht jedoch noch immer aus. Dieses Problem wurde vom Europäischen Parlament 2008 als Punkt in die Agenda der EU-Beitrittsverhandlungen mit der Türkei aufgenommen. In dem Protokoll fordert das Europaparlament die türkische Regierung auf, unter anderem die Entschädigungsverfahren für die bulgarischen Flüchtlinge aus Thrakien zu beschleunigen. Nach offiziellen Angaben der bulgarischen Regierung von 1983, sind noch Zahlungen in Höhe von 10 Milliarden US-Dollar des türkischen Staats offen.
2010 gab die bulgarische Regierung bekannt, ihr Vetorecht, in Bezug auf die Entschädigung der thrakischen Bulgaren, bei einem möglichen EU-Beitritt der Türkei in Betracht zu ziehen.

## Kultur
Unter den thrakischen Bulgaren war das Nestinarstwo (bulg. Нестинарство, eine Art Feuerlauf mit religiösem Hintergrund) weit verbreitet. Heute trifft man diesen Brauch nur noch in einigen Dörfern des Strandschagebirges an.
Typische Musikinstrumente bei den thrakischen Bulgaren sind die Streichlaute Gadulka, die Längsflöte Kaval und die Sackpfeife Gajda.